# Alex Ligertwood

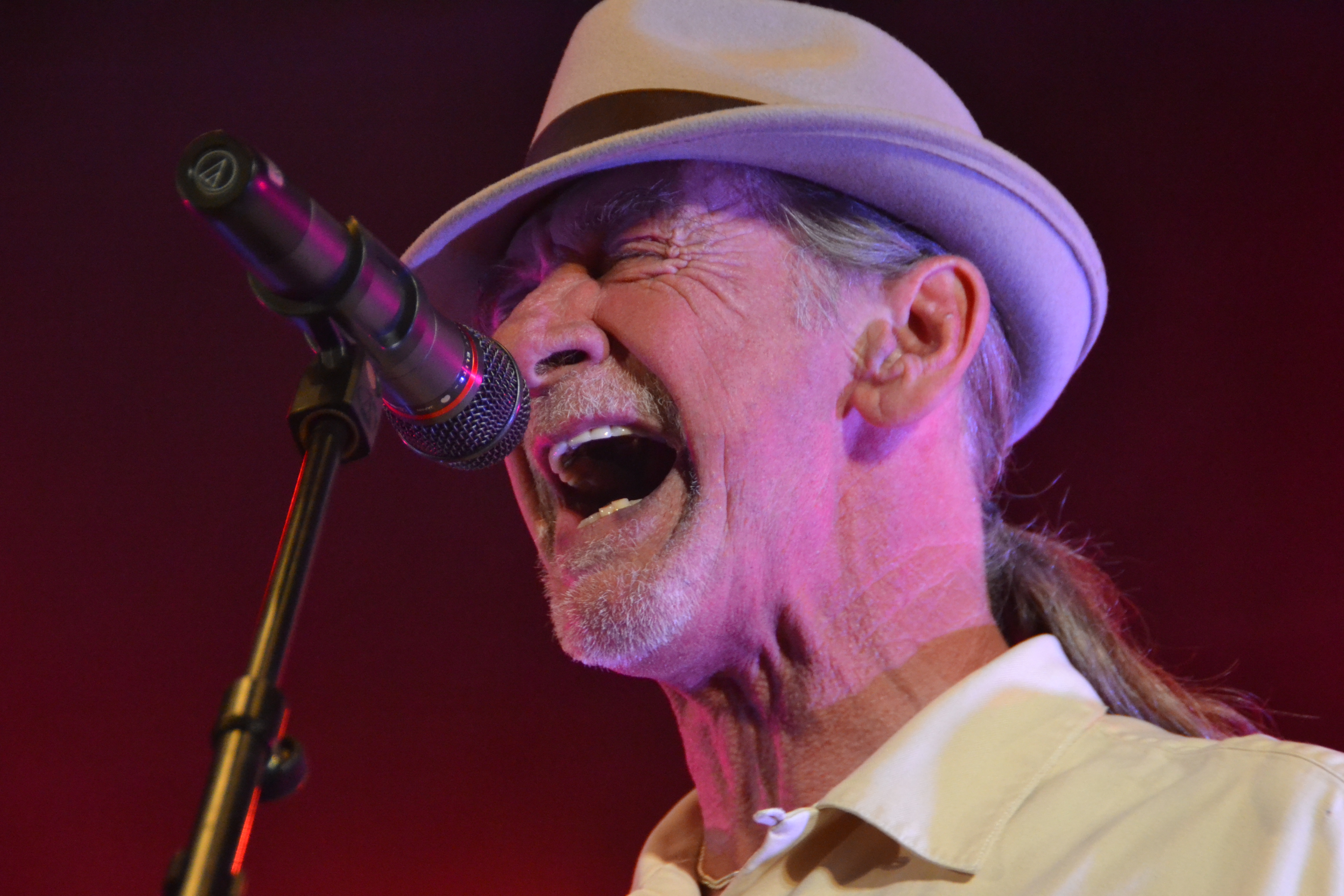
Alex Ligertwood 2012 in Bad Fallingbostel

Alexander J. Ligertwood (* 18. Dezember 1946 in Glasgow, Schottland)
ist ein schottischer Rockmusiker. Sein musikalisches Interesse galt Motown, dem Rhythm and Blues und dem Soul. Seine Vorbilder waren Ray Charles, Sam Cooke, Otis Redding, Curtis Mayfield und Marvin Gaye. Ligertwoods Markenzeichen ist die kräftige, soulige Stimme. Zusätzlich spielt er aber auch Gitarre und Percussion.

## Leben
Ligertwoods Karriere begann in den Sechzigerjahren in Schottland. Dort entdeckte ihn Jeff Beck und holte ihn in den frühen Siebzigerjahren nach einer Empfehlung von Maggie Bell in seine Band. Danach sang er bei Brian Auger’s Oblivion Express (1970–1972 und 1974–1977), bei der französischen Jazzband Troc (1972/73) sowie der Average White Band.
In den späten Siebzigern kam er als Sänger und Gitarrist zu Narada Michael Walden, einem Freund von Carlos Santana, und zu David Sancious & Tone Band, bevor er 1979 bei Santana landete.
Santana gehörte er mit kurzen Unterbrechungen von 1979 bis 1994 an. Er wirkte unter anderem auf den Alben „Marathon“, „Zebop!“, „Shangó“ und „Sacred Fire“ sowie bei diversen Solo-Projekten von Carlos Santana mit.
Mit einigen Santana-Kollegen war Ligertwood 1985 am Projekt R.O.A.R. beteiligt. R.O.A.R. hatte mit „We Gotta Do It“ sogar einen Hit.
Neben und nach seiner Santana-Zeit spielte er mit Spyro Gyra (1993), Ben E. King, Carly Simon, der David Garfield Band und anderen.
Ligertwood schrieb zusammen mit den Keyboarder Richard Baker auch eigene Songs, wie zum Beispiel One & Only Love, a’kwa’gala (I Love you) und All the Way, die er in Solo-Projekten mit Hilfe des Musikproduzenten Keith Olsen einspielte. Eine dieser Solo-Projekte wurde 1995 unter dem Label KORE Group als CD mit dem Titel Metro veröffentlicht.
Inzwischen lebt er in Santa Monica, Kalifornien, verbringt aber auch viel Zeit in Frankreich. 2010 hat er wieder zu Troc gefunden, ging 2011 mit diesem Ensemble in Frankreich und angrenzenden Ländern auf Tournee und wirkte auch am Album „Troc 2011“ mit. 2013 war er mit Brian Auger’s Oblivion Express unterwegs und spielte in Los Angeles ein Livealbum ein.
In Deutschland tritt Ligertwood seit 2011 recht häufig mit der Tribute-Band The Magic of Santana auf. 2016 waren sie gemeinsam mit dem ehemaligen Santana-Sänger Tony Lindsay auf Spanientournee, von der inzwischen ein Livealbum veröffentlicht wurde.

## Diskographie

### Mit Troc
- Troc (LP, 1972)
- TROC 2011 (2011)

### Mit Brian Auger’s Oblivion Express
- Second Wind (1972)
- Live Oblivion (Vol. 1 & 2) (1975)
- Reinforcements (1975)
- Live Los Angeles (2015)

### Mit David Sancious and Tone
- True Stories (1978)

### Mit Santana
- Marathon (1979)
- Zebop! (1981)
- Shangó (1982)
- Beyond Appearances (1985)
- Viva Santana! (Compilation, 1988)
- Spirits Dancing in the Flesh (1990)
- Milagro (1992)
- Sacred Fire (1993)
- Dance of the Rainbow Serpent (Compilation, 1995)

### Mit Carlos Santana
- The Swing of Delight (1979)
- Havana Moon (1983)
- Blues for Salvador (1987)

### Mit R.O.A.R.
- R.O.A.R. (LP, 1985)

### Mit der Average White Band
- Aftershock (1989)

### Mit Spyro Gyra
- Dreams Beyond Control (1993)

### Mit The Magic of Santana und Tony Lindsay
- Live In Spain 2016 (2017)

### Solo Projekte
- Metro (1995)